# Bruno Bich
Pour les articles homonymes, voir Bich.
Bruno Bich, né le 2 octobre 1946 à Paris et mort le 30 mai 2021, est un homme d'affaires français connu pour avoir dirigé le groupe éponyme Bic de 1993 à 2006 et en avoir été le président non exécutif jusqu'en 2018. Il détenait, avec sa famille, 43 % du capital du groupe.

## Biographie

### Famille et études
Bruno Bich naît le 2 octobre 1946 à Paris. Il est fils de Marcel Bich, industriel franco-italien créateur du célèbre stylo Bic et fondateur du groupe homonyme. Il est le troisième enfant parmi les onze de Marcel Bich.
À l'issue de ses études secondaires au lycée Sainte-Croix de Neuilly, Bruno Bich obtient son baccalauréat en 1964. Il obtient ensuite un diplôme de marketing à l'université de New York.

### Carrière
Bruno Bich commence sa carrière à Manhattan dans une banque d'affaires. Il rejoint l'entreprise familiale en 1975, à 28 ans. Il dirige d'abord la filiale américaine, Bic Corp., pendant onze ans, concurrencée à l'époque notamment par Gillette et Waterman. Il devient P-DG du groupe en 1993. Il développe alors le marketing et l'innovation de l'entreprise. En 1997, il rachète les entreprises Sheaffer et Tipp-Ex. En 2006, il propose une réorganisation de la direction du groupe Bic. Il abandonne la fonction de directeur général à son successeur Mario Guevara pour ne rester lui-même que président non exécutif de l'entreprise. Il reprend son poste de DG en 2016 pour préparer son fils à sa succession. Il quitte ses fonctions de président et de directeur général en mai 2018.
Il meurt le 30 mai 2021.